# Ђонги-Капела (Тренто)
Ђонги-Капела је насеље у Италији у округу Тренто, региону Трентино-Јужни Тирол.
Према процени из 2011. у насељу је живело 483 становника. Насеље се налази на надморској висини од 1169 м.